# Зин (Хесен)
Зин (њем. Sinn) општина је у њемачкој савезној држави Хесен. Једно је од 23 општинска средишта округа Лан-Дил. Према процјени из 2010. у општини је живјело 6.523 становника. Посједује регионалну шифру (AGS) 6532020.

## Географски и демографски подаци
Зин се налази у савезној држави Хесен у округу Лан-Дил. Општина се налази на надморској висини од 241 метра. Површина општине износи 18,7 km². У самом мјесту је, према процјени из 2010. године, живјело 6.523 становника. Просјечна густина становништва износи 348 становника/km².